# Joseph Kiwánuka

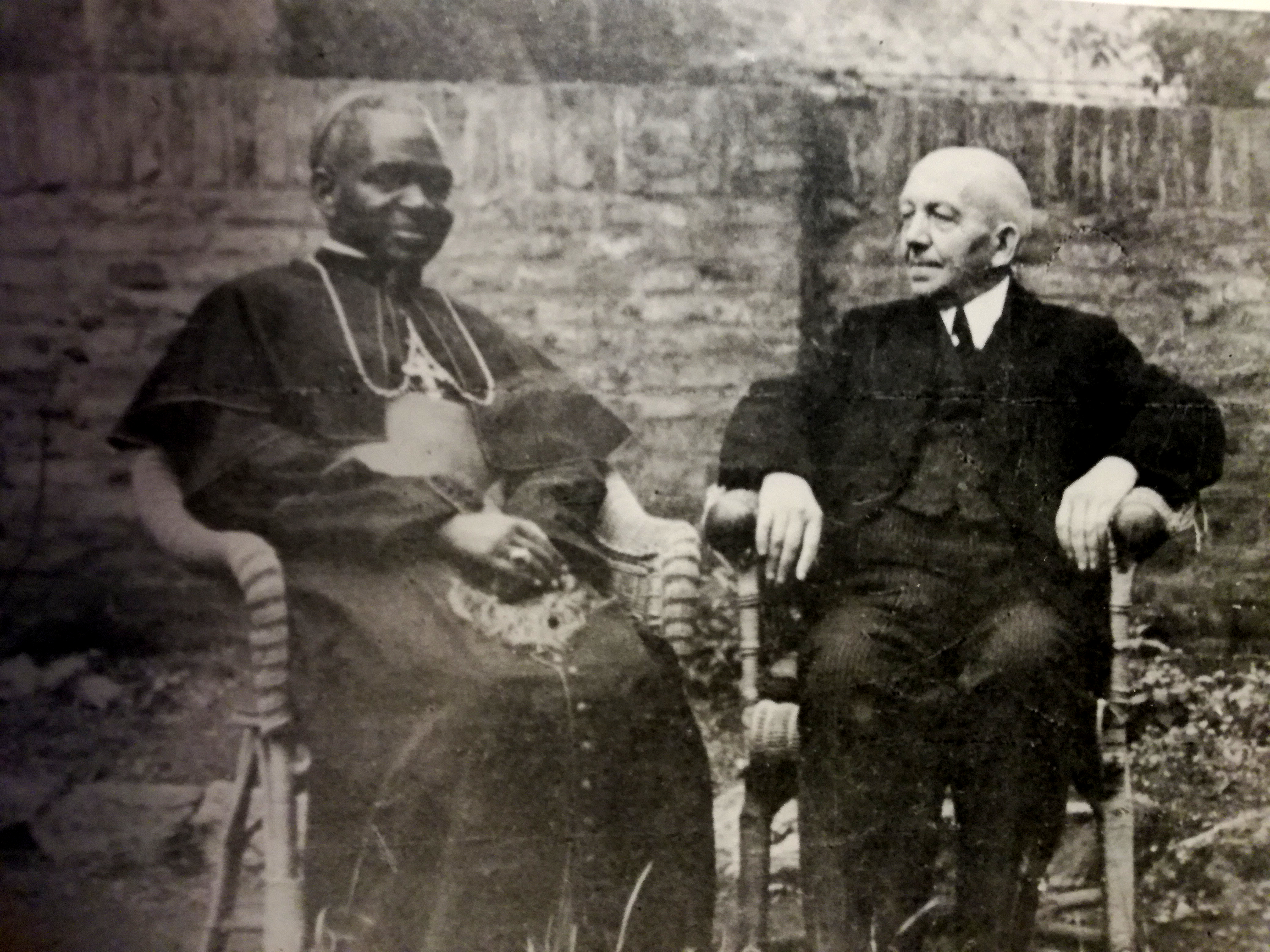
Erzbischof Joseph Kiwánuka (links) mit Wilhelm Kloer

Joseph Kiwánuka (* 25. Juni 1899 in Nakirebe, Uganda; † 22. Februar 1966) war von 1939 bis 1960 Apostolischer Vikar bzw. Bischof der römisch-katholischen Diözese Masaka und von 1960 bis 1966 Erzbischof von Rubaga. Damit war er der erste schwarze Bischof des lateinischen Ritus im 20. Jahrhundert.
Kiwánuka wurde als Kind christlicher Eltern geboren und trat nach dem Besuch einer katholischen Missionsschule 1923 den Weißen Vätern (auch Gesellschaft der Missionare von Afrika) bei. Der in Köln lebende Wilhelm Kloer († 1955) hatte für den jugendlichen Kiwánuka und während dessen Studienzeit eine Spendenpatenschaft übernommen. Durch Vermittlung der Weißen Väter bestand seit 1921 ein direkter Kontakt zwischen beiden.
Am 26. Mai 1929 wurde Kiwánuka zum Priester geweiht und anschließend vom Orden nach Rom geschickt, wo er am Angelicum kanonisches Recht studierte und mit einer Arbeit zum Eherecht promoviert wurde. Nach seiner Rückkehr nach Uganda 1933 wirkte er als Seelsorger in Bikira and Bujuni.
1939 ernannte ihn Papst Pius XII. zum Apostolischen Vikar von Masaka sowie zum Titularbischof von Thibica. Die Bischofsweihe fand am 29. Oktober 1939 im Petersdom durch Papst Pius XII. statt. Nachdem mit Henrique Kinu a Mvemba bereits 1518 ein schwarzafrikanischer Katholik zum Bischof geweiht wurde, gab es bis Kiwánuka keinen Einheimischen mehr, der in einem schwarzafrikanischen Missionsland zum Bischof ernannt worden war. 1953 wurde das Apostolische Vikariat dann zum Bistum erhoben und Kiwánuka zum ersten Bischof von Masaka ernannt.
1960 erhob ihn Papst Johannes XXIII. zum Erzbischof von Rubaga. Kiwánuka nahm an den vier Sitzungsperioden des Zweiten Vatikanischen Konzils teil und hatte maßgeblichen Anteil an der Heiligsprechung der Märtyrer von Uganda durch Papst Paul VI. Kiwánuka starb am 22. Februar 1966.